# Bredäng (Stockholms tunnelbana)
Bredäng ist eine oberirdische Station der Stockholmer U-Bahn. Sie befindet sich im gleichnamigen Stadtteil Bredäng. Die Station wird von der Röda linjen des Stockholmer U-Bahn-Systems bedient. Sie zählt zu den eher mäßig frequentierten Stationen des U-Bahn-Netzes. An einem normalen Werktag steigen hier 7.750 Pendler zu und um.
Die Station wurde am 16. Mai 1965 als 62. Station der Tunnelbana in Betrieb genommen, als der Abschnitt der Röda linjen zwischen Örnsberg und Sätra eingeweiht wurde. Die Bahnsteige befinden sich oberirdisch in Hochlage. Die Station liegt zwischen den Stationen Mälarhöjden und Sätra. Bis zum Stockholmer Hauptbahnhof sind es etwa 8,5 km.